# Madaras Gergely
Madaras Gergely (Budapest, 1984. augusztus 13. – ) magyar karmester, fuvolaművész.

## Élete, munkássága
Zeneszerető családba született. „Táncházas” szülei hatására ötéves korától magyar tradicionális zenét tanult. Formális zenei tanulmányait az Óbudai Népzenei Iskolában kezdte, ahol a Muzsikás és a Téka együttes zenészei is tanítottak. Emellett Pesthidegkúton a Waldorf-iskolába járt. Eleinte népi bőgőn játszott, majd hegedűt tanult, ezen kívül Horgas Eszternél nyolc éven át fuvolát. Erdélyben több nyáron át az egyik utolsó kalotaszegi autentikus népzenész prímásnál, Fodor 'Neti' Sándornál tanult bőgős, majd hegedűs népzenét.
A népzene után, tizenegy évesen a klasszikus zene felé fordult, és amikor jelen volt Solti György egyik próbáján a Budapesti Fesztiválzenekarral, elhatározta, hogy karmester lesz. A budapesti Bartók Béla Konzervatóriumban a fuvola mellett zeneszerzést tanult. 2001-ben alakította meg – feleségével együtt – a 60 tagú Budapesti Ifjúsági Szimfonikus Zenekart, amellyel még nemzetközi turnéra is eljutottak. 2005-ig volt a zenekar vezető karmestere. 
A Zeneakadémia fuvola szakán szerzett mesterdiplomát, és ugyanebben az évben a Bécsi Egyetem Zene- és előadóművészeti szakán végzett karmesterként, Mark Stringer tanítványaként. Egyetemi tanulmányai mellett részt vett a tanglewoodi, a luzerni és az aspeni zenei fesztivál karmester-akadémiáin és mesterkurzusokon, többek között Pierre Boulez, James Levine, Simon Rattle, Colin Davis, Mariss Jansons mellett. A bécsi Zeneakadémia után manchesteri ösztöndíjat nyert, majd két évvel később – nyolcvan jelentkező közül kiválasztva – az Angol Nemzeti Opera asszisztens karmestere lett. 2011-ben a besançoni Fiatal Karmesterek Nemzetközi Versenyének döntőse volt, és elnyerte az Arte Live Web díjat.
2013-ban az Orchestre Dijon Bourgogne zeneigazgatója lett (2019-ig), 2014-től 2020-ig pedig a Savaria Szimfonikus Zenekar vezető karmestere is volt.
2019-ben választották meg a Liège-i Királyi Filharmonikus Zenekar (Orchestre Philharmonique Royal de Liège) zeneigazgatójának, az együttes történetében a legfiatalabbként és első magyarként. A zenekar Belgium legnagyobb, egyben Vallónia egyetlen szimfonikus zenekara, székhelye a liège-i Salle Philharmonique. Madaras az együttessel elindította az újszerű és sikeres OPRL+ nevű sorozatot, amelyben a klasszikus zenét más művészeti ágakkal ötvözte. A zenekarral rendszeresen fellép Belgium és Európa különböző városaiban, de eljutottak a Távol-Kelet nívós koncerttermeibe is. Élő szerződését 2021-be megújították, újabb három évvel meghosszabbították, így 2025-ig az együttes élén marad.
Vendégkarmesterként számos élvonalbeli együttest vezényelt, mint például a BBC Szimfonikusok, a BBC Filharmonikusok, az Orchestra Sinfonica Nazionale della RAI, a Deutsches Symphonie-Orchester Berlin, az Suisse Romande Zenekar, a Royal Scottish National Orchestra, a Houstoni, a Melbourne-i, a Queenslandi Szimfonikus Zenekar, a Brüsszeli, a Wrocławi és az Aucklandi Filharmonikusok, a Scottish Chamber Orchestra, az Academy of Ancient Music, a Münchener Kammerorchester, az Ensemble Resonanz, a Manchester Camerata, a London Mozart Players, a szentpétervári Állami Ermitázs Zenekar, valamint a torinói Teatro Regio zenekara. Magyarországon a Magyar Rádió Szimfonikus Zenekara, a MÁV Szimfonikus Zenekar, a Concerto Budapest, a Duna Szimfonikus Zenekar és a Nemzeti Filharmonikus Zenekar rendszeres vendége. Sűrűn fellép hazai és nemzetközi zenei fesztiválokon (Budapesti Tavaszi és Őszi Fesztivál, Zsidó Nyári Fesztivál, Mini Fesztivál, Nemzetközi Bartók Szeminárium, valamint a Luzerni, az Aspeni, a Tanglewoodi és az Aldeburghi Fesztivál, a Wien Modern, a hamburgi Internationales Musikfest és a MiTo Settembre Musica fesztivál). Nehéz helyzetbe került egyik koncertjén, amelyet 2022. február 24-én, az angliai Exeterben adott a Bournemouthi Szimfonikus Zenekarral, mert Oroszország Ukrajna elleni inváziója miatt a közönségnek nem tetszett, hogy egy orosz szerző, Csajkovszkij szimfóniáját adják elő. Madaras a pódiumra lépésekor néhány higgad mondattal lehűtötte a kedélyeket: „Ez a mestermű ma arra emlékeztet, milyen törékeny is az emberi élet. Pacifista és humanista lévén elutasítok mindenféle erőszakot és az agresszió összes formáját. Hiszek abban, hogy egyetlen politikai érdek sem lehet fontosabb az emberi életnél. Tudom, hogy ezzel Csajkovszkij is egyetértene” – mondta. A koncert végén a közönség tapsviharral ünnepelte az előadást.
Munkásságának az operakarmesterség is szerves része. 2013-ban az English National Operában debütált, ahol megkapta a kétéves Charles Mackerras-ösztöndíjat, azután fellépett az amszterdami De Nationale Opera, a svájci Grand Théâtre de Genève, a franciaországi Opèra de Dijon és a Magyar Állami Operaház társulatai élén is. 2019-ben az utolsó Miskolci Operafesztiválon Puccini Bohéméletét vezényelte.
Repertoárja széles bázison nyugszik, benne kiemelt helyen vannak a magyar zeneszerzők (Bartók Béla, Dohnányi Ernő, Kodály Zoltán, Liszt Ferenc), de – szerinte talán orosz-grúz származású nagymamája miatt – gyakran tűzi műsorára orosz szerzők műveit is (Sosztakovics, Sztravinszkij, Csajkovszkij, Rahmanyinov, Rimszkij-Korszakov). Bécsi tanulmányai óta rendszeresen vezényel Mahlert, Schumannt, Brahmsot, Schubertet, Mendelssohnt, Haydnt, Mozartot, franciaországi és belgiumi megbízatásai miatt pedig Ravel, Debussy, Saint-Saëns, Fauré és Franck műveit. Munkásságának fontos része mindemellett a kortárs zene ápolása is. Olyan zeneszerzőkkel működött együtt, mint – többek között – George Benjamin, Eötvös Péter, Kurtág György, Tristan Murail, Luca Francesconi és Pierre Boulez. Több mint száz modern művet mutatott be, vezényelt vagy vett fel.
Az OPRL-es koncertjeit rendszeresen közvetíti a Mezzo TV és a Medici.tv. Thierry Dory rendező Tempo Madaras címmel 52 perces portréfilmet készített róla, amelyben – gyerekkori felvételekkel kiegészítve – bemutatta a karmester munkásságát és pályafutásának főbb állomásait. A Mezzo közvetítette azt az előadást is, amelyen César Franck Les Béatitudes című oratóriumát vezényelte, a közreműködő kórus pedig – Madaras meghívására – a magyar Nemzeti Énekkar volt.
A magyaron kívül angol, német és francia nyelven beszél. Felesége Győri Noémi fuvolaművész, két lányuk született. A család Londonban, Hampsteadben él.

## Felvételei
Az AllMusic és a Discogs nyilvántartása alapján.
| Megjelenés | Tartalom                                                                     | Közreműködők | Kiadó          |
| ---------- | ---------------------------------------------------------------------------- | --- | -------------- |
| 2019       | Philippe Boesans: Fin de Nuit                                                | George Tudorache, David Kadouch, Julien Libeer, Orchestre Philharmonique Royal de Liège, Madaras Gergely karmester | Cypres Records |
| 2020       | Bartók: Out of Doors, Two Pictures, String Quartet No. 5                     | Alexander Gadjiev, Calidore Quartet, BBC Symphony Orchestra, Madaras Gergely karmester                             | BBC Music      |
| 2021       | Dvořák, Martinů: Cello Concertos                                             | Victor Julien-Laferrière, Orchestre Philharmonique Royal de Liège, Madaras Gergely karmester                       | Alpha          |
| 2022       | F. Doppler, K. Doppler, Kuhlau: Romantic & Virtuoso Music for Flutes & Piano | Győri Noémi, Madaras Gergely fuvola, Alexander Ullman zongora                                                      | Rubicon        |